# Iwan Koszeliweć
Iwan Koszeliweć, ukr. Іван Кошелівець, właśc. Iwan Maksymowycz Jareszko, ukr. Іван Максимович Ярешко  (ur.  10 listopada?/23 listopada 1907 we wsi Wełyka Koszeliwka (ujezd nieżyński guberni czernihowskiej), zm. 5 lutego 1999 w Monachium – ukraiński teoretyk i historyk literatury, wykładowca Wolnego Uniwersytetu Ukraińskiego,  redaktor naczelny miesięcznika Suczasnist (1961–1966, 1976–1977 i 1983–1984). Członek Towarzystwa Naukowego im. Szewczenki.
Pochodził z rodziny chłopskiej. W 1930 ukończył Instytut Oświaty Ludowej w Nieżynie, pracował jako nauczyciel. W latach 1931–33 docent Instytutu Oświaty Ludowej w Krzemieńczuku. W 1933 oskarżony o burżuazyjny nacjonalizm ukraiński, zwolniony z pracy, uczył w szkołach średnich w Nieżynie. W 1940 rozpoczął studia doktoranckie (aspirantura) w  Instytucie Literatury Akademii Nauk USRR.
Od 1944 na emigracji, od 1946 w obozie dipisów w Tyrolu. Od 1947 wraz z innymi ukraińskimi emigrantami z USRR wydawał w Salzburgu magazyn Літаври (pol. Litaury), w którym zadebiutował literacko artykułem Нотатки про український роман (pol. Notatki o powieści ukraińskiej). Poznał wówczas  Wołodymyra Kubijowycza, który zaproponował mu współpracę w redakcji  Encyklopedii Ukrainoznawstwa. Od 1957 członek kolegium redakcyjnego Encyklopedii,  kierownik jej działu literatury, autor wielu haseł.
W latach 1951–1955  redagował kolumnę literacką  wychodzącego w Monachium czasopisma Сучасна Україна.  Na jej bazie w roku 1955 została powołana  Українська літературнa газетa, którą Koszeliweć redagował w latach 1955—60  wspólnie z Jurijem Ławrinenką. Pod koniec 1960  pisma Сучасна Україна і Українська літературна газета  połączyły się, by od stycznia  1961  ukazywać się jako magazyn literacko-społeczno- polityczny  Сучасність (Suczasnist) (pol. Współczesność). Koszeliweć był redaktorem naczelnym Suczasnosti w latach 1961–1966, 1976–1977 i 1983–1984.
Wykładowca Wolnego Uniwersytetu Ukraińskiego w Monachium.
Zmarł w Monachium i tam jest pochowany.
Od 1959 jego żoną była Emma Andijewska – ukraińska poetka, prozaik i malarz.

## Wybrane prace
- Нариси з теорії літератури. Мюнхен, 1954
- Сучасна література в УРСР. Нью-Йорк, 1964
- Микола Скрипник. Мюнхен, 1972; Київ 1993
- Олександр Довженко. Спроба творчої біографії. Мюнхен, 1980
- Розмови в дорозі для себе. Фрагменти спогадів та інше. Мюнхен, 1985; wyd II Київ 1994
- Літературний процес, дещо з віддалі. Париж, 1991
- Про близьке й далеке, або Мені 85, Сучасність, 1993
- Жанна д'Арк: Літературна біографія. Київ 1997.